# 25-и източен меридиан
25-ият източен меридиан или 25° източна дължина e меридиан, който се разпростира от Северния полюс на север, през Северния ледовит океан, Европа (включително и България), Африка, Индийския океан, Антарктическия океан и Антарктида, до Южния полюс на юг.
Сформира голяма окръжност със 155-и западен меридиан.
Преминава през Северния ледовит океан, Норвегия, Баренцово море, Финландия, Балтийско море, Естония, Латвия, Литва, Беларус, Украйна, Румъния, България, Гърция, Средиземно море, Либия, Египет, Судан, Южен Судан, Централна Африканска Република, Демократична република Конго, Замбия, Намибия, Ботсвана, РЮА, Индийския океан, Антарктическия океан и Антарктида.